# ديفيد ماكي هال
ديفيد ماكي هال هو محامي وسياسي أمريكي، ولد في 16 مايو 1918 في سيلفا، نورث كارولاينا في الولايات المتحدة، وتوفي بنفس المكان في 29 يناير 1960. نشط حزبياً في الحزب الديمقراطي. وقد انتخب عضو مجلس النواب الأمريكي ‏.